# MSX BASIC
MSX BASIC är ett programmeringsspråk som levererades med datorer av typen MSX, och som utvecklades av Microsoft. Språket följer i stort GW-Basic.